# Diviaky nad Nitricou
Diviaky nad Nitricou jsou obec na Slovensku v okrese Prievidza v Trenčínském kraji. Obec má pět částí: Banky, Diviaky nad Nitricou, Ješkova Ves nad Nitricou, Mačov a Somorova Ves. Žije zde přibližně 1 800 obyvatel.
Území obce bylo osídleno již v dávné minulosti. V katastru obce bylo objeveno žárové pohřebiště lužické kultury z let 700 – 400 př. n. l.
První písemná zmínka o obci je z roku 1210. V obci je opevněný románský římskokatolický kostel Všech svatých z roku 1232.
Do katastrálního území obce zasahuje národní přírodní rezervace Rokoš.